# Fedi Vaivio
Fedi Lennart Vaivio, född 2 juli 1927 i Tammerfors, död 27 februari 2021, var en finländsk nationalekonom.
Vaivio blev ekonomie doktor 1959 på avhandlingen Liikepankin likviditeettiongelma koko pankkijärjestelmää silmällä pitäen. Han var 1963–1992 professor i nationalekonomi vid Helsingfors handelshögskola och dess rektor 1990–1992 samt kansler 1992–1995.
Vaivio har skrivit bland annat läroboken Talouselämän kiertokulku (1963), som under de följande två decennierna utkom i flera upplagor (svensk översättning Det ekonomiska kretsloppet 1970). 